# Final Fantasy Legend II
Final Fantasy Legend II (яп. Sa・Ga2 秘宝伝説 Са Га2 Хихо: Дэнсэцу, «Легенда о сокровище») — японская ролевая игра, разработанная и выпущенная компанией Square для портативного устройства Game Boy в декабре 1990 года, вторая часть серии SaGa. На территории Северной Америки выходила дважды, сначала в 1991 году при участии дочернего подразделения Square America, потом была переработана студией Sunsoft и переиздана в 1998 году. Как и в случае своей предшественницы, The Final Fantasy Legend, английская версия отнесена локализаторами к более популярной тогда серии Final Fantasy, хотя в действительности не имеет с ней практически ничего общего.

## Сюжет и геймплей
События игры разворачиваются в фентэзийном мире и описывают приключения одного из восьми героев — игрок имеет возможность выбрать одного из них, выбрать желаемую расу персонажа и пол. Протагонист покидает родной дом и отправляется в длительное путешествие, чтобы разыскать своего пропавшего отца и раскрыть тайну магической субстанции под названием Маги, которую давным-давно создали могущественные боги.

## Разработка игры
Руководство разработкой вновь взял на себя геймдизайнер Акитоси Кавадзу, музыку для саундтрека написали композиторы Нобуо Уэмацу и Кэндзи Ито. В 2009 году у игры появился существенно улучшенный полностью трёхмерный ремейк с сел-шейдерной анимацией под названием SaGa 2 Hihō Densetsu: Goddess of Destiny, к сюжету при этом добавились некоторые детали, а музыкальное сопровождение обновилось современными аранжировками.

## Отзывы
| Сводный рейтинг    | Сводный рейтинг                        |
| Агрегатор          | Оценка                                 |
| ------------------ | -------------------------------------- |
| GameRankings       | 90 % (2 reviews)(GB)                   |
| Иноязычные издания |                                        |
| Издание            | Оценка                                 |
| Famitsu            | 33 / 40 (GB) 31 / 40(DS)               |
| IGN                | 8 / 10 (GB)                            |
| Nintendo Power     | 3,9 / 5,0 (GB)                         |
| Награды            |                                        |
| Издание            | Награда                                |
| Nintendo Power     | Most Challenging Game Boy Game of 1991 |
| Pocket Games       | 8th Best Game Boy Game                 |

В Японии Final Fantasy Legend II была весьма популярной и удостоилась исключительно положительных отзывов, а продажи по состоянию на декабрь 1990 года составили 850 тысяч копий. Журнал Famitsu на основе открытого голосования читателей в 2006 году поставил её 94-е место списка величайших игр всех времён
. Западные же обозреватели были более сдержанными. Так, американское издание Nintendo Power подвергло критике игровое управление, хотя в целом всё же отозвалось о второй части положительно. Версия 1998 года была раскритикована за устаревшую графику, в частности, портал IGN отметил, что архаичные спрайты едва ли смогут привлечь игрока, когда существуют полигональная графика и технологии полностью подвижного видео. Агрегатор рецензий GameRankings выставил проекту довольно высокий рейтинг в 90 %, хотя в действительности он основан всего лишь на двух обзорах.